# Ebi Hamedi
Ebrahim Hamedi (en persa: ابراهیم حامدی‎) conocido artísticamente como Ebi (ابی‎; Teherán, 19 de junio de 1949) es un cantante iraní. Ha combinado las influencias musicales de la música tradicional persa, pop occidental y ritmos latinos.
Ebrahim Hamedi nació en Teherán, el mayor de seis hermanos. Recibió educación musical temprana, ya que fue descubierto por el Ministerio de Arte y Cultura. Rechazó una oferta para ser solista de ópera en Italia. 
Ebi volvió a la música como parte del grupo "Sun Boys"., Hamedi salió de Irán antes de la revolución islámica y decidió no volver a su país. Tres de sus canciones son "Persian Gulf", "Politically charged" y "Shab (Night)".
Hamedi reside en Marbella, España, aunque también pasa tiempo en Los Ángeles, Estados Unidos.

## Discografía
- "Tapesh" (1974)
- "Nazi Naz Kon" (1977)
- "Shab Zadeh" (1978)
- "Ba To" (1982)
- "Kouhe Yakh" (1987)
- "Khalij" (1988)
- "Gharibeh" (1989)
- "Noon O Panir O Sabzi" (con Dariush) (1992)
- "Setareye Donbaleh Dar" (1992)
- "Moalleme Bad" (1993)
- "Atal Matal" (1994)
- "Setarehaye Sorbi" (1995)
- "Atre To" (1996)
- "Taje Taraneh" (1997)
- "Pir" (1999)
- "Tolue Kon" (1999)
- "Shabe Niloufari" (2003)
- "Hasrate Parvaz" (2006)
- "Hesse Tanhaei" (2011)
- "I Can Hear Christmas" - con Liel Kolet, canción (2013)
- "In Akharin Bareh" (2014)
- "Nostaligia" (con Googoosh) (2014)
- "Lalehzaar" (2019)